# Maine (U-Boot)
Die USS Maine (SSBN-741) ist ein Atom-U-Boot der United States Navy und gehört der Ohio-Klasse an. Als Ship Submersible Ballistic Nuclear führt sie 24 Interkontinentalraketen mit.

## Geschichte
SSBN-741 wurde 1988 in Auftrag gegeben und im Juli 1990 bei Electric Boat in Groton, Connecticut auf Kiel gelegt. Der Bau des U-Bootes dauerte rund vier Jahre, im Juli 1994 konnte es vom Stapel gelassen werden und wurde nach dem US-Bundesstaat Maine getauft. Ein weiteres Jahr später, nach der Endausrüstung und den Werfterprobungsfahrten, wurde die Maine in den Dienst der US Navy gestellt.
Das U-Boot ist im Bundesstaat Washington, also an der Pazifikküste, stationiert.

## In der Fiktion
In Tom Clancys Roman „Das Echo aller Furcht“ wird die Maine von einem russischen U-Boot der Akula-Klasse versenkt.